# Rairiz de Veiga
Rairiz de Veiga est une commune de la province d'Ourense en Espagne située dans la communauté autonome de Galice.